# لی جو سونگ
لی جو سونگ (کره‌ای: 이주승؛ زادهٔ ۲۰ ژوئیه ۱۹۸۹) بازیگر اهل کره جنوبی است. او به خاطر ایفای نقش در فیلم مستقل توپ بدمینتون (۲۰۱۴) و مجموعه‌های تلویزیونی پینوکیو (۲۰۱۴)، تهیه‌کنندگان (۲۰۱۵) و شادی (۲۰۲۱) شناخته می‌شود.

## اوایل زندگی و تحصیلات
لی جو سونگ زادهٔ ۲۰ ژوئیه ۱۹۸۹ در سئول، کره جنوبی است. او از دپارتمان تئاتر دانشگاه سو ایل فارغ‌التحصیل شده‌است.

## فیلم‌شناسی

### مجموعه تلویزیونی
| سال  | عنوان                                         | نقش                    | توضیحات                        |
| ---- | --------------------------------------------- | ---------------------- | ------------------------------ |
| ۲۰۱۳ | درامای ویژه کی‌بی‌اس – «دوستم هنوز زنده است»    | چی هیون                |                                |
| ۲۰۱۳ | درامای ویژه کی‌بی‌اس – «خوشبختی طولانی»         | دونگ سو                |                                |
| ۲۰۱۴ | صلیب طلایی                                    | اوه چانگ هی            |                                |
| ۲۰۱۴ | پادشاه دبیرستان                               | جی ده هان              |                                |
| ۲۰۱۴ | زن برجسته                                     | لی جو سونگ             |                                |
| ۲۰۱۴ | پسر هیز و دختر                                | مرد شماره ۴            |                                |
| ۲۰۱۴ | مرد تیغه‌ای                                    | جو هونگ جو             |                                |
| ۲۰۱۴ | پینوکیو                                       | آن چان سو              |                                |
| ۲۰۱۴ | بلاند یو                                      | سونگ ته                |                                |
| ۲۰۱۵ | درامای ویژه کی‌بی‌اس – «بی حرکت بمان»           | یانگ جون شیک           |                                |
| ۲۰۱۵ | بیا بخوریم ۲                                  | لی جو سونگ / آن چان سو | [ ۳ ]                          |
| ۲۰۱۵ | تهیه‌کنندگان                                   | اف‌دی کیم جون به        |                                |
| ۲۰۱۵ | زمانیکه عاشق نبودیم                           | اوه ده بوک             |                                |
| ۲۰۱۵ | ۹ ثانیه - زمان ابدی                           | کانگ یو چان            |                                |
| ۲۰۱۶ | درامای ویژه کی‌بی‌اس – «بی‌گناهی آشکار»          | چا جون هو              |                                |
| ۲۰۱۷ | صدا                                           | هوانگ کیونگ ایل        | فصل ۱؛ حضور افتخاری (قسمت ۴–۶) |
| ۲۰۱۷ | تحریف                                         | یون سون وو             |                                |
| ۲۰۱۷ | دراما استیج – «زندگی خصوصی پارک، دستیار مدیر» | پارک جونگ هیوک         |                                |
| ۲۰۱۸ | بیا بخوریم ۳                                  | آن چان سو              | حضور افتخاری (قسمت ۱)          |
| ۲۰۱۹ | پزشک زندانی                                   | کیم سوک وو             | حضور افتخاری (قسمت ۳)          |
| ۲۰۲۱ | شادی                                          | اندرو                  | [ ۴ ]                          |

### مجموعه اینترنتی
| سال  | عنوان       | نقش        | منابع |
| ---- | ----------- | ---------- | ----- |
| ۲۰۱۸ | مدیریت عالی | جو سونگ ری |       |
| ۲۰۲۳ | شوالیه سیاه |            |       |